# Доссор
Доссо́р (каз. Доссор) — селище у складі Макатського району Атирауської області Казахстану. Адміністративний центр та єдиний населений пункт Доссорської селищної адміністрації.
Населення — 13806 осіб (2021; 11470 у 2009, 9283 у 1999, 8600 у 1989).